# Březová (Meziměstí)
Březová (německy Birkicht) je malá vesnice, část města Meziměstí v okrese Náchod v Královéhradeckém kraji. Nachází se asi dva kilometry jihozápadně od Meziměstí. V roce 2009 zde bylo evidováno 50 adres.
Březová leží v katastrálním území Březová u Broumova o rozloze 0,98 km².

## Historie
První písemná zmínka o obci pochází z roku 1620.

## Obyvatelstvo
| Rok            | 1869 | 1880 | 1890 | 1900 | 1910 | 1921 | 1930 | 1950 | 1961 | 1970 | 1980 | 1991 | 2001 | 2011 | 2021 |
| -------------- | ---- | ---- | ---- | ---- | ---- | ---- | ---- | ---- | ---- | ---- | ---- | ---- | ---- | ---- | ---- |
| Počet obyvatel | 238  | 270  | 238  | 233  | 258  | 255  | 213  | 150  | 188  | 162  | 119  | 159  | 145  | 115  | 105  |
| Počet domů     | 38   | 47   | 51   | 52   | 56   | 59   | 59   | 53   | 41   | 38   | 32   | 42   | 42   | 42   | 43   |

## Obecní správa
Při sčítání lidu v letech 1850–1985 Březová byla samostatnou obcí, se kterým patřila nejprve do okresu Broumov, ale od roku 1960 v okrese Náchod. Od 1. července 1985 je částí města Meziměstí v okrese Náchod. V letech 1960–1985 k obci patřily Vernéřovice.

## Pamětihodnosti
- Venkovská usedlost čp. 24
- Venkovský dům čp. 22

## Galerie

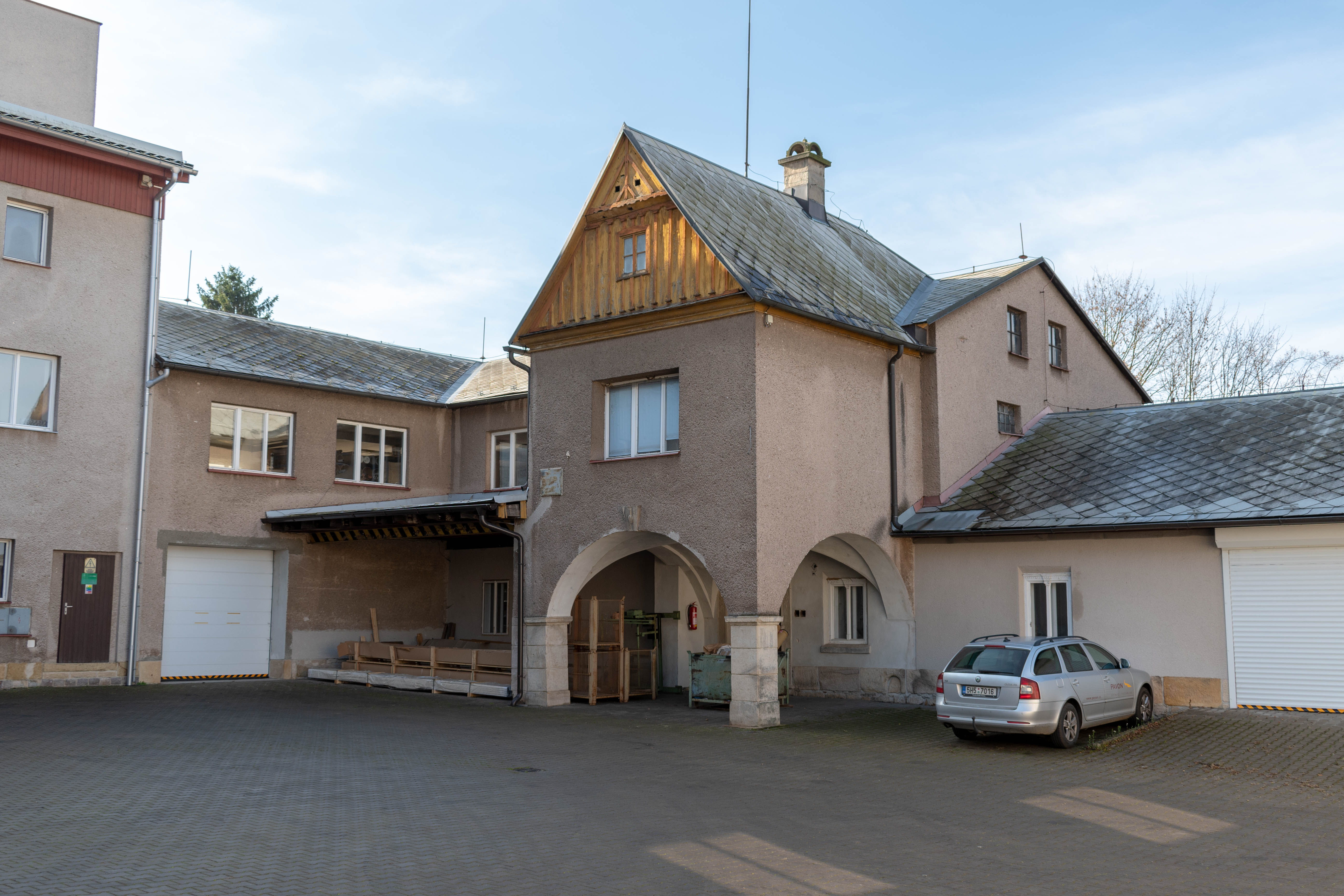
dům čp. 22
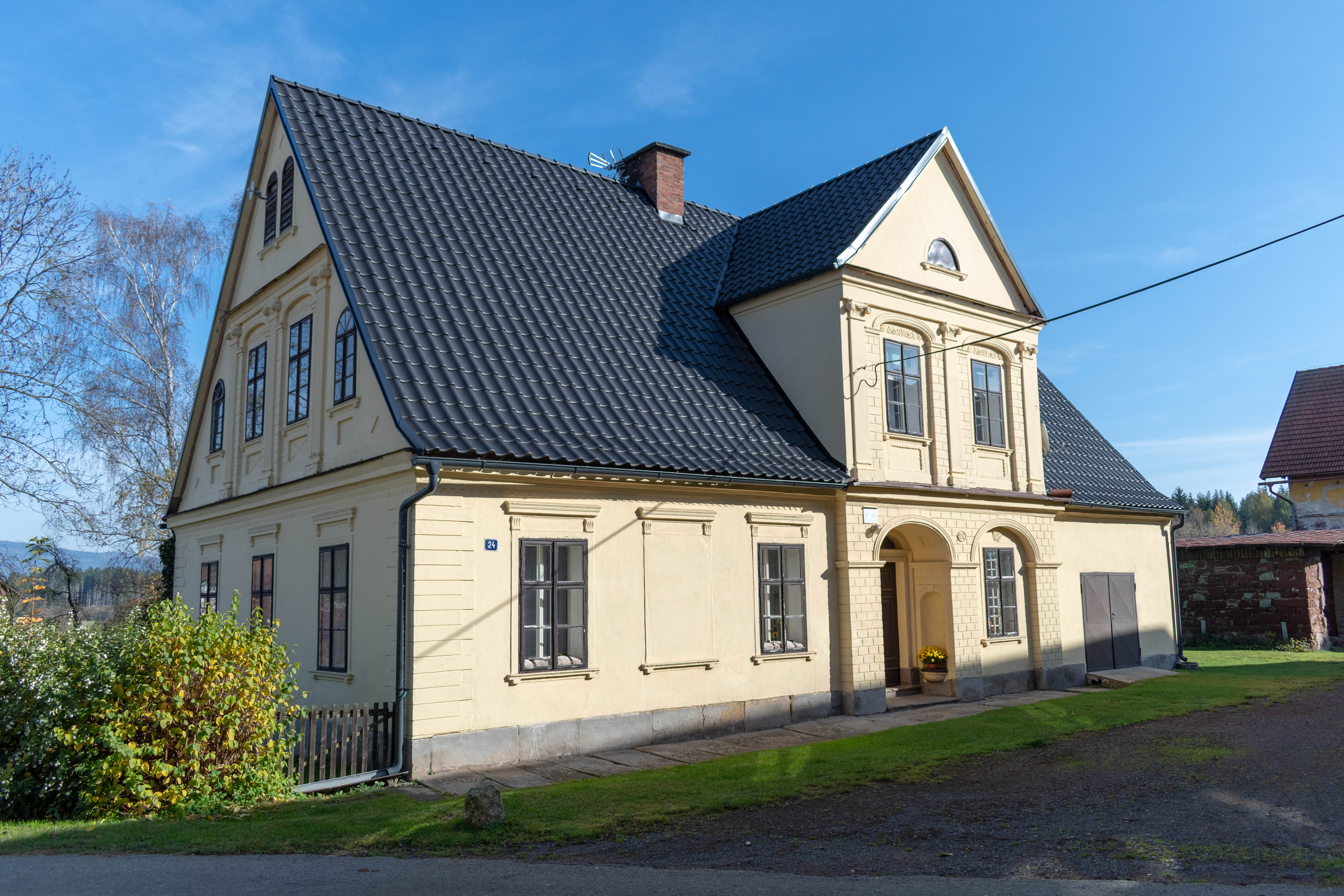
usedlost čp. 24
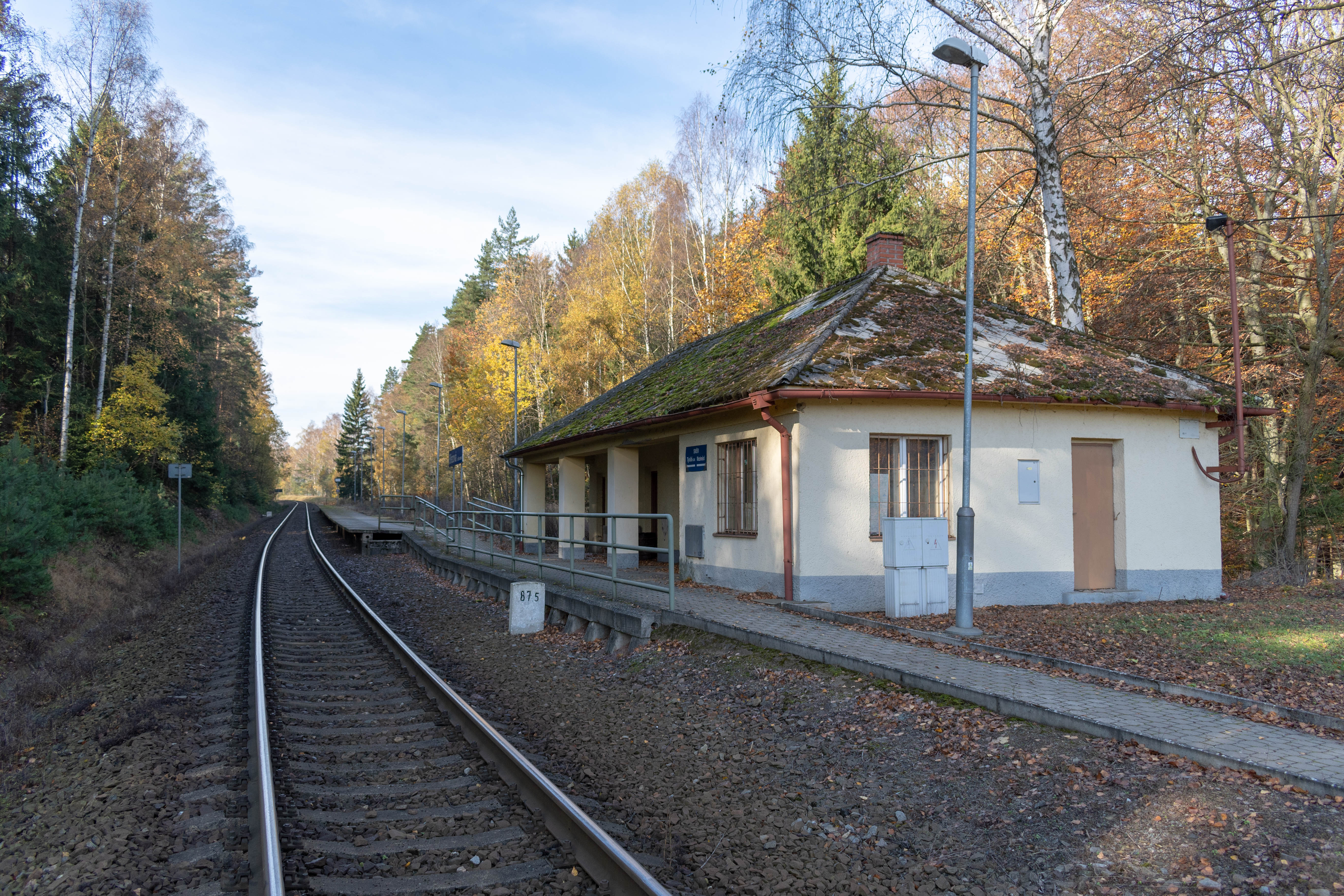
železniční zastávka